# حق با شماست (اگر چنین می‌پندارید)
حق با شماست (اگر چنین می‌پندارید) (به ایتالیایی: Così è (se vi pare)) نام نمایشنامه‌ای در ژانر کمدی درام از لوئیجی پیراندلو نویسنده مشهور ایتالیایی است که پیراندلو آن را بر اساس یکی از داستانهای کوتاه خود به نام 《خانم فرولا و دامادش آقای پونزا》به تحریر درآورده است. این نمایشنامه برای اولین بار در سال ۱۹۱۷ در شهر میلان ایتالیا به صحنه رفته‌است. موضوع نمایشنامه به نسبی بودن حقیقت و دریافت‌های متفاوت اشخاص از آن اشاره دارد. دو شخصیت اصلی نمایشنآمه مادرزن و داماد هر کدام ادعا می‌کنند دیگری دیوانه است. خانم فرولا ادعا می‌کند که دامادش آقای پونزا از زمانی که همسرش (دختر خانم فرولا) از چهار سال پیش مرده، دیوانه شده است و سپس دوباره ازدواج کرده. او ادعا می‌کند که دامادش خیال می‌کند دختر او مرده و او دوباره با زنی دیگر ازدواج کرده است. اما آقای پونزا، داماد خانم فرولا ادعا می‌کند که خانم فرولا نتوانسته مرگ دخترش را بپذیرد و دیوانه شده و  فکر می کند که دخترش نمرده و همسر دوم او، همان دخترش است که زنده است. مردم شهر سعی می‌کنند با پیشرفت نمایشنامه، حقیقت را بفهمند.

## شخصیتهای نمایشنامه
- لامبرتو لائودیزی Lamberto Laudisi
- خانم فرولا Lady Frola
- آقای پونسا داماد خانم فرولا Mr. Ponza, her son-in-law
- خانم پونسا Lady Ponza
- آگاتسی Councillor Agazzi
- آمالیا Lady Amalia, his wife and sister of Lamberto Laudisi
- دینا Dina, their daughter
- خانم سیرلی Lady Sirelli
- آقای سیرلی Mr. Sirelli
- شهردار The Prefect
- بازرس چنتوری Commissioner Centuri
- خانم چینی Lady Cini
- خانم ننی Lady Nenni
- پیشخدمت a waiter in the Agazzi's home
- مردان و زنان دیگر (مردم شهر) other Ladies and Gentleme

## ترجمه در ایران
در ایران نمایشنامه حق با شماست (اگر چنین می پندارید) به همراه نمایشنامه دیگری از پیراندلو به نام مخمصه توسط اثمار موسوی نیا از زبان ایتالیایی به فارسی ترجمه شده و در یک جلد کتاب سایز رقعی تحت عنوان (مخمصه_ دو نمایشنامه) توسط انتشارات نیلا به چاپ رسیده است.

## خلاصه داستان نمایشنامه
افراد خانواده آقای پونزا که به تازگی به شهری دیگر در ایتالیا مهاجرت کرده‌اند روابط عجیب و غریبی با هم دارند که موجب حواشی بسیاری برای آنها و باعث کنجکاوی مردم شده‌ است. مردم شهر سوالات بسیاری در این خصوص دارند و از خود می‌پرسند:_چرا خانم فرولا هیچوقت به خانه دخترش نمی‌رود تا او را از نزدیک ببیند؟ یا چرا دختر او هیچ‌وقت به خانه خانم فرولا نمی‌آید تا مادرش را از نزدیک ملاقات کند؟ و چرا این دو فقط همدیگر را از بالکن خانه ملاقات می‌کنند؟ و چرا آقای پونزا، (داماد خانم فرولا) همیشه تنهایی به خانه مادرزنش (خانم فرولا) می‌رود و زنش را با خودش به آنجا نمی‌برد؟ شخصیتهای این نمایشنامه برای فهم رار این خانواده کنجکاو شده و تلاش می‌کنند از آن سر در آورند. در بین ایشان لامبرتو لائودیزی تنها فردی است که سعی می‌کند دیگران را از پیدا کردن حقیقت باز دارد، زیرا او معتقد است نباید در مورد زندگی آنها و روابط نامتعارفشان کنجکاوی کرد و به قول او: هرگز ممکن نیست حقیقت را فهمید.قسمتی از متن در این خصوص:
لامبرتو لائودیزی: (رو به آینه) سلام عزیزم! بین ما کی دیوونه است؟ (به خودش اشاره می کند) من می گم تو! تو هم می گی من؟.... مشکل اینجاست که دیگران تو رو اونطوری که من تو رو می بینم نمی بینن...  تو برای دیگران چی هستی؟ یه توهم؟ با اینهمه اون بیچاره ها بدون توجه به توهمات خودشون دنبال توهمات دیگرانن!
مردم شهر با احضار مادرزن و داماد و گوش دادن به روایتهای ضد و نقیض هر کدام از ایندو بیشتر در فهم حقیقت این خانواده پر رمز و راز، سر در گم می‌شوند و در آخر با گنگ شدن هرچه بیشتر راز این خانواده تنها فردی که می تواند پرده از این حقیقت بردارد زنی خواهد بود که با آقای پونزا زندگی می کند. خانم فرولا  معتقد است این زن دختر اوست  ولی آقای پونزا می گوید این زن همسر دومش است و دختر خانم فرولا  مرده است. زن را برای بازگو کردن حقیقت فرا می خوانند تا حقیقت را از زبان خود او بشنوند. اما او پاسخی می دهد که راز این خانواده بیشتر از قبل گنگ می شود و حرف و هشدارهای لائودیزی درخصوص عدم پی بردن به حقیقت به اثبات می‌رسد. او در آخر به دیگران می‌خندد و نمایشنامه به پایان می‌رسد.

## اجرا در تئاتر ایران
حق با شماست اگر چنین می پندارید تاکنون چندبار در ایران به اجرای عموی رفته است. اجرای عمومی این نمایشنامه به کارگردانی مجید زارع‌زاده در بهمن ماه سال ۱۳۹۹ در سالن اصلی مجموعه تئاتر محراب با بازی منصوره محمدی، متیناز رشنو، مجید زارع‌زاده، نیما هاشمی و... در ایام شیوع بیماری کرونا و همچنین اجرای آن در باغ سفارت ایتالیا در تهران در همین ایام از اجراهای موفق و بحث برانگیز این نمایشنامه به شمار می رود.
در این خصوص به نقل از خبرگزاری ایرنا: حق با شماست اگر چنین می پندارید که به دلیل اجرای شیوه نامه‌های پیشگیرانه کوید – ۱۹ در فضای باز اجرا شد، با شرکت هیئتی منتخب از دنیای تئاتر ایران، دست اندرکاران نشرو گروهی از اساتید و دانش آموزان مدرسه ایتالیایی تهران همراه شد.
اثر پیراندلو در خوانشی معاصر از جانب گروه تئاتری ایرانی و با استفاده از وسایل دنیای مدرن، ویدئو پروژکشن، تلفن های همراه و پوششی مدرن، با این هدف که به حاضرین- بر اساس توضیحات کارگردان در طی نقد و بررسی که به دنبال آمد- نشان دهد که پیام پیراندللو محدود به زمان و جغرافیای مشخصی نیست.
سفیر ایتالیا جوزپه پرّونه در این مراسم اظهار داشت: این واقعیت که حق با شماست اگر چنین می پندارید امروز هنوز با توان بیانی بسیار قوی، علیرغم گذشت صد سال از اولین اجرای آن، با بیندگان امروزی ایرانی، سخن می گوید، گواهی بر امروزی بودن خارق العاده اثر پیراندلو است.
کارگردان اثر طی صحبت‌های خویش به موضوع جهانشمول شخصیت‌ها در ارتباط با مضامینی چون حقیقت و واقعیت، پیام مرکزی کمدی، اشاره کرد که در زمان شیوع همه گیری، نقشی برجسته می یابد زیرا در این دوره پیام ها و افکار متضاد ابعاد تساعدی می یابند.
موفقیت این نمایشنامه حق با شماست ... اگر چنین می پندارید از سوی بیندگان در ایران پس از خاتمه سری اپیزودهای تئاتر تجربی کلیپ ۲/۱ ۸ چگونه شیوع کوید زندگی‌های ما را تغییر داد محصول سفارت ایتالیا در تهران با همکاری کمپانی تئاتری ایتالیایی Instabili Vaganti و کمپانی ایرانی دن کیشوت رخ می دهد.